# Uwe Rosenthal
Uwe Rosenthal (* 23. April 1950 in Packebusch, Altmark, Sachsen-Anhalt) ist ein deutscher Chemiker und Hochschullehrer.

## Leben
Uwe Rosenthal absolvierte 1968 in Salzwedel (Altmark) sein Abitur. Im Anschluss daran nahm er das Chemiestudium an der Universität Rostock auf, das er 1972 mit dem Diplom unter Helmut Zinner abschloss. Ab 1973 arbeitete Uwe Rosenthal zunächst als befristeter, später als unbefristeter wissenschaftlicher Mitarbeiter am Zentralinstitut für Organische Chemie der Akademie der Wissenschaften der DDR in Rostock im Bereich der Komplexkatalyse. 1976 wurde an der Universität Rostock  zum Dr. rer. nat. promoviert. Mentor seiner Doktorarbeit mit dem Titel Untersuchungen zu Darstellung und Eigenschaften von σ-Organoübergangsmetall-Phosphorylidverbindungen war Erhard Kurras. 1988 ging Rosenthal für einen wissenschaftlichen Gastaufenthalt bei Mark Jefimowitsch Wolpin und Wladimir Schur an das Nesmejanow-Institut für Organoelementverbindungen (INEOS) der Akademie der Wissenschaften der UdSSR in Moskau. Es folgte ein weiterer Gastaufenthalt bei Günther Wilke und Klaus Pörschke am Max-Planck-Institut für Kohlenforschung in Mülheim an der Ruhr von 1990 bis 1991.
Die Universität Rostock verlieh Rosenthal 1989 zunächst die Promotion B (Dr. sc. nat.). Anschließend habilitierte sich Rosenthal im Jahr 1991 zum Thema Untersuchungen zu Darstellung und Eigenschaften neuer Alkinkomplexe des Nickel (0) als Beitrag zu Struktur-Reaktivitäts-Beziehungen unter besonderer Berücksichtigung von Alkincyclotrimerisierungen an der Universität Rostock.
Auf die Anstellung in der Max-Planck-Gesellschaft als Leiter der Arbeitsgruppe Komplexkatalyse folgte 1994 die Berufung zum Universitätsprofessor für Anorganische Chemie an der Universität Rostock.
Von 1997 an hatte Rosenthal die Leitung der Abteilung Komplexkatalyse am Institut für Organische Katalyseforschung an der Universität Rostock e. V. inne, dessen stellvertretende Direktion er von 2003 bis 2005 übernahm. Seit 2006 ist er Vorstandsmitglied und Stellvertreter des geschäftsführenden Direktors sowie Bereichsleiter des Leibniz-Instituts für Katalyse e. V. an der Universität Rostock.

## Auszeichnungen und weitere Tätigkeiten
1982 erhielt Rosenthal zusammen mit Wolfgang Schulz den Institutspreis des Zentralinstituts für Organische Chemie der Akademie der Wissenschaften. Des Weiteren wurde ihm 1997 der Institutspreis für Organometallchemie des Nesmejanow-Institut für Organoelementverbindungen der Akademie der Wissenschaften Russlands (mit Wladimir Burlakow, Wladimir Schur und Andreas Ohff) verliehen.
Von 2003 bis 2005 war Rosenthal Advisory Editorial Board Member des Journals Organometallics. Momentan ist er Sprecher des Graduiertenkollegs 1213 der Deutschen Forschungsgemeinschaft (DFG) an der Universität Rostock Neue Methoden für Nachhaltigkeit in Katalyse und Technik (seit 2005) und aktives Mitglied des Fachforums Chemie und Fachkollegiat der DFG für Anorganische Molekülchemie.